# Sopot Festival 1972
Sopot Festival 1972 – 12. edycja festiwalu muzycznego odbywającego się w sopockiej Operze Leśnej. Festiwal został zorganizowany w dniach 23–26 sierpnia 1972 roku a prowadzili go Maria Borecka, Edmund Fetting, Krystyna Loska, Bożena Walter, Bogumiła Wander i Stanisław Zaczyk. W dniu międzynarodowym wygrał Andrzej Dąbrowski z piosenką „Do zakochania jeden krok” i Lew Leszczenko z utworem „Я не был с ним знаком” (pol. Nie znałem go).

## Półfinał (konkurs płytowy)
|    | Kraj           | Język        | Wykonawca                            | Tytuł                                      | Miejsce | Punkty |
| -- | -------------- | ------------ | ------------------------------------ | ------------------------------------------ | ------- | ------ |
| 01 | Bułgaria       | bułgarski    | Jordanka Christova, Christian Platov |                                            | 6       | 10     |
| 02 | Francja        | francuski    | Jean Claude Allora                   |                                            | 10      | 2      |
| 03 | Holandia       | niderlandzki | Leon de Graaff                       |                                            | 10      | 2      |
| 04 | Japonia        | japoński     | Miki Horiuchi                        |                                            | 5       | 12     |
| 05 | Hiszpania      | hiszpański   | Nino Sanchez                         |                                            | 10      | 2      |
| 06 | Holandia       | angielski    | Jaques Herb                          | „Manuela”                                  | 1       | 24     |
| 07 | Rumunia        | rumuński     | George Enache                        |                                            | 10      | 2      |
| 08 | Finlandia      | fiński       | Lea Laven                            |                                            | 10      | 2      |
| 09 | Belgia         | francuski    | Nicole Josy, Hugo Sigal              |                                            | 10      | 2      |
| 10 | Holandia       | niderlandzki | Ralph Anderson                       |                                            | 10      | 2      |
| 11 | RFN            | niemiecki    | Joana                                |                                            | 10      | 2      |
| 12 | Liban          | arabski      | Manuel                               |                                            | 10      | 2      |
| 13 | Holandia       | niderlandzki | Andeane                              | „Peace died” (pol. Pokój zmarł tego ranka) | 3       | 11     |
| 14 | ZSRR           | rosyjski     | Orera                                |                                            | 4       | 14     |
| 15 | Czechosłowacja | czeski       | Martha i Tena                        |                                            | 9       | 4      |
| 16 | Polska         | polski       | Urszula Sipińska                     |                                            | 7       | 8      |
| 17 | Polska         | polski       | Piotr Figiel                         |                                            | 10      | 2      |
| 18 | Polska         | polski       | Tadeusz Woźniak                      |                                            | 10      | 2      |
| 19 | Polska         | polski       | Alibabki                             |                                            | 10      | 2      |
| 20 | RFN            | niemiecki    | Ireen Sheer                          | „Keine liebt Dich so wie ich”              | 10      | 2      |
| 21 | Czechosłowacja | czeski       | Miluška Voborníková                  |                                            | 4       | 14     |
| 22 | NRD            | niemiecki    | Frank Schobel                        | „Wie einstern”                             | 2       | 20     |
| 23 | RFN            | niemiecki    | Holger Mussener                      | „Das alter lied vom gluck”                 | 3       | 16     |

## Finał (dzień międzynarodowy)
|    | Kraj              | Język             | Wykonawca          | Tytuł                                                         | Miejsce | Punkty |
| -- | ----------------- | ----------------- | ------------------ | ------------------------------------------------------------- | ------- | ------ |
| 01 | Bułgaria          | bułgarski         | Bojan Ivanov       |                                                               | 5       | 32     |
| 02 | RFN               | niemiecki         | Peter Maffay       | „Du bist wie ein Lied”                                        | 8       | 27     |
| 03 | Czechosłowacja    | czeski            | Eva Mazikova       |                                                               | 14      | 17     |
| 04 | Polska            | polski            | Andrzej Dąbrowski  | „Do zakochania jeden krok”                                    | 1       | 182    |
| 05 | Finlandia         | fiński            | Rita Oksanen       |                                                               | 13      | 18     |
| 06 | Polska            | polski            | Bożysława Kapica   |                                                               | 6       | 29     |
| 07 | Francja           | francuski         | Eva (Eva Killulat) | „Qu sen vont Morris les reves” (pol. Gdzie umierają marzenia) | 2       | 135    |
| 08 | Rumunia           | rumuński          | Dida Dragan        | „Niciodata nu vei sti”                                        | 14      | 17     |
| 09 | Grecja            | grecki            | Terrys Hrysson     |                                                               | 9       | 26     |
| 10 | Szwajcaria        | francuski         | Veronique Muller   | „C’Est La Chanson De Mon Amour”                               | 15      | 16     |
| 11 | Hiszpania         | hiszpański        | Dolores Vargas     | „Noche gitana”                                                | 16      | 15     |
| 12 | Szwecja           | szwedzki          | Marianne Kock      | „Var lyckas melodi”                                           | 8       | 27     |
| 13 | Holandia          | niderlandzki      | Andeane            | „Peace died” (pol. Pokój zmarł tego ranka)                    | 3       | 121    |
| 14 | Stany Zjednoczone | angielski         | Warren Schatz      | „Life Will Be Everything”                                     | 11      | 23     |
| 15 | Iran              | perski            | Freydoun Forokhzad |                                                               | 7       | 28     |
| 16 | Wenezuela         | hiszpański        | Hector Cabrera     |                                                               | 11      | 23     |
| 17 | Japonia           | angielski         | Akemi Fujii        | „Everything Goes, Everything Lost”                            | 12      | 21     |
| 18 | Węgry             | węgierski         | Zorán Sztevanovity | „Tankcsapda”                                                  | 11      | 23     |
| 19 | Jugosławia        | serbsko-chorwacki | Milka Cakarun      |                                                               | 7       | 28     |
| 20 | Wielka Brytania   | angielski         | Louisa Jane White  | „That’s beautiful” (pol. To piękne)                           | 2       | 135    |
| 21 | Kanada            | francuski         | Claude Lebeillee   |                                                               | 10      | 24     |
| 22 | Włochy            | włoski            | Noris de Stefani   |                                                               | 8       | 27     |
| 23 | Liban             | arabski           | Sylva Balassanian  |                                                               | 7       | 28     |
| 24 | ZSRR              | rosyjski          | Lew Leszczenko     | „Я не был с ним знаком” (pol. Nie znałem go)                  | 1       | 182    |
| 25 | NRD               | niemiecki         | Uschi Bruning      | „Wiegenlied fur einen kleinen Rauber”                         | 4       | 37     |

## Jury
- Bułgaria: Dimitr Valtchev
- Polska: Mirosław Dąbrowski, Jacek Dobierski, Bohdan Drozdowski, Roman Hiesing, Bogdan M. Jankowski, Henryk Bieniawski
- Czechosłowacja: Branislav Hronec
- Finlandia: Erkki Melakoski
- Francja: Agathe Mella
- Grecja: Takis Cambas
- Hiszpania: Rafael Martinez del Peral
- Rumunia: Sile Dinicu
- Holandia: Richard Paulin
- Szwajcaria: Louis Rey
- Japonia: Junichi Yanai
- Szwecja: Bengt Sundström
- Jugosławia: Fran Potočnjak
- Stany Zjednoczone: Neil Sheehan
- Kanada: Paul Legendre
- Wenezuela: Kinga Morgantini
- Liban: Simon Asmar
- Wielka Brytania: Geoffrey Owen
- NRD: Wilhelm Penndorf
- Włochy: Corrado Bellini
- RFN: Christine Kristoph
- ZSRR: Konstantin Orbielan

|                                                            | Głosy w finale             |     |    |                |           |        |    |          |    |            |         |         |    |                   |        |           |       |                 |   |        |   |    |    |
| PUNKTY                                                     | Razem                      |     |    | Czechosłowacja | Finlandia | Grecja |    | Holandia |    | Szwajcaria | Japonia | Szwecja |    | Stany Zjednoczone | Kanada | Wenezuela | Liban | Wielka Brytania |   | Włochy |   |    |    |
| Uczestnicy                                                 | Bułgaria                   | 32  | 12 | –              | –         | –      | –  | 4        | –  | –          | 8       | –       | –  | –                 | 4      | –         | –     | –               | – | –      | – | –  | 4  |
| Uczestnicy                                                 | RFN                        | 27  |    | –              | –         | –      | 3  | –        | –  | 5          | 1       | 2       | –  | –                 | –      | –         | –     | –               | – | –      | 4 | 12 | –  |
| Uczestnicy                                                 | Czechosłowacja             | 17  | –  | 8              | 12        | –      | –  | –        | –  | –          | 2       | –       | –  | –                 | –      | –         | –     | –               | – | –      | 3 | –  | –  |
| Uczestnicy                                                 | Polska (Andrzej Dąbrowski) | 182 | 8  | 12             | 10        | 8      | 10 | 8        | 10 | 8          | –       | 10      | 8  | 10                | 8      | 10        | 8     | 10              | 8 | 10     | 8 | 10 | 8  |
| Uczestnicy                                                 | Finlandia                  | 18  | –  | 2              | –         | 12     | –  | –        | –  | –          | –       | –       | –  | 4                 | –      | –         | –     | –               | – | –      | – | –  | 10 |
| Uczestnicy                                                 | Polska (Bożysława Kapica)  | 29  | –  | –              | 2         | 3      | –  | –        | –  | –          | –       | –       | –  | 3                 | –      | –         | –     | –               | 3 | 2      | – | 1  | 8  |
| Uczestnicy                                                 | Francja                    | 135 | 6  | 7              | 6         | 7      | 12 | 6        | 7  | 6          | –       | 7       | 6  | 7                 | 6      | 7         | 6     | 7               | 6 | 7      | 6 | 7  | 6  |
| Uczestnicy                                                 | Rumunia                    | 17  | 2  | –              | –         | –      | –  | –        | –  | –          | 12      | –       | –  | –                 | 3      | –         | –     | –               | – | –      | – | –  | –  |
| Uczestnicy                                                 | Grecja                     | 26  | 4  | –              | –         | –      | –  | 12       | –  | –          | 7       | –       | –  | –                 | 1      | –         | –     | –               | – | –      | – | –  | –  |
| Uczestnicy                                                 | Szwajcaria                 | 16  | –  | –              | –         | –      | 5  | –        | –  | –          | –       | 12      | –  | –                 | –      | –         | 2     | –               | – | –      | – | 2  | –  |
| Uczestnicy                                                 | Hiszpania                  | 15  | –  | –              | –         | –      | –  | –        | 12 | –          | 3       | –       | –  | –                 | –      | –         | –     | –               | – | 2      | – | –  | –  |
| Uczestnicy                                                 | Szwecja                    | 27  | –  | 3              | –         | 4      | –  | –        | –  | 3          | –       | –       | –  | 12                | –      | –         | –     | –               | – | 4      | 1 | –  | –  |
| Uczestnicy                                                 | Holandia                   | 121 | 5  | 5              | 5         | 5      | 7  | 5        | 5  | 12         | 10      | 5       | 5  | 5                 | 5      | 5         | 5     | 5               | 5 | 7      | 5 | 5  | 5  |
| Uczestnicy                                                 | Stany Zjednoczone          | 23  | –  | 1              | –         | –      | –  | –        | –  | –          | –       | –       | 2  | –                 | –      | 12        | 4     | 4               | – | –      | – | –  | –  |
| Uczestnicy                                                 | Iran                       | 28  | –  | –              | –         | –2     | –2 | 1        | 2  | 2          | –       | –       | 4  | 2                 | –      | 2         | 1     | –               | 4 | 6      | – | 2  | –  |
| Uczestnicy                                                 | Wenezuela                  | 23  | –  | –              | –         | –      | –  | –        | 3  | –          | –       | –       | –  | –                 | –      | 3         | 3     | 12              | – | –      | – | –  | 2  |
| Uczestnicy                                                 | Japonia                    | 21  | –  | –              | –         | –      | –  | –        | –  | –          | –       | –       | 12 | –                 | –      | 1         | –     | 1               | 3 | –      | – | 1  | –  |
| Uczestnicy                                                 | Węgry                      | 23  | –  | –              | 4         | –      | –  | –        | 3  | –          | 6       | –       | –  | –                 | 2      | 3         | 3     | –               | – | –      | – | –  | 2  |
| Uczestnicy                                                 | Jugosławia                 | 28  | 3  | –              | 1         | –      | –  | 3        | –  | –          | 4       | –       | –  | –                 | 12     | –         | –     | –               | – | –      | 1 | –  | 3  |
| Uczestnicy                                                 | Wielka Brytania            | 135 | 7  | 6              | 7         | 6      | –  | 7        | 6  | 7          | –       | 6       | 7  | 6                 | 7      | 6         | 7     | 6               | 7 | 12     | 6 | 7  | 6  |
| Uczestnicy                                                 | Kanada                     | 24  | –  | –              | –         | –      | –  | –        | 4  | –          | –       | –       | 1  | –                 | –      | 4         | 12    | 3               | – | –      | – | –  | –  |
| Uczestnicy                                                 | Włochy                     | 27  | –  | –              | –         | –      | 6  | –        | –  | –          | 4       | 4       | –  | –                 | –      | –         | –     | –               | 1 | –      | – | 12 | –  |
| Uczestnicy                                                 | Liban                      | 28  | 1  | –              | –         | 1      | –  | 2        | 1  | 1          | –       | –       | 3  | –                 | –      | –         | 2     | 12              | 1 | –      | 3 | –  | 1  |
| Uczestnicy                                                 | ZSRR                       | 182 | 10 | –              | 8         | 10     | –  | 8        | 10 | –          | 8       | 10      | 8  | 10                | 8      | 10        | 8     | 10              | 8 | 10     | 8 | 10 | 12 |
| Uczestnicy                                                 | NRD                        | 37  | –  | 4              | 3         | –      | 4  | –        | –  | 4          | –       | 1       | –  | –                 | –      | –         | –     | –               | 5 | 12     | – | 4  | –  |
| Kraje w tabeli są uporządkowane w kolejności występowania. |                            |     |    |                |           |        |    |          |    |            |         |         |    |                   |        |           |       |                 |   |        |   |    |    |